# Cormac McCarthy
Cormac McCarthy született Charles McCarthy (Providence, 1933. július 20. – Santa Fe, 2023. június 13.) amerikai regény- és színdarabíró. Műveit gyakran hasonlítják William Faulkneréhez. Harold Bloom amerikai irodalmár Thomas Pynchon, Don DeLillo és Philip Roth szerzőkkel együtt a mai Amerika legjobb írójaként emlegeti.

## Életrajza
McCarthy Knoxville-ban nőtt fel, hat testvér között harmadikként. Apjuk ügyvéd volt. Knoxville-be a család 1937-ben költözött, McCarthy itt járta ki a katolikus középiskolát. 1951-től 1952-ig a Tennessee állami egyetem (University of Tennessee) bölcsészkarának hallgatója volt. 1953-ban négy évre leszerződött az amerikai légierőkhöz, de ebből kettőt egy alaszkai rádiónál töltött mint bemondó. 1957-ben visszatért a Tennessee-i egyetemre, hogy befejezze tanulmányait. Az egyetemi folyóiratban két novellát publikált, melyekkel jutalmat is nyert (Ingram Merrill Foundation) 1959-ben és 1960-ban. 1961-ben feleségül vette Lee Holleman diáktársnőjét. Amikor Cullen nevű fiuk megszületett, McCarthy diploma nélkül távozott az egyetemről és családjával Chicagóba költözött; itt írta meg első regényét, A gyümölcskertészt (1965). Ezután visszatért Tennessee államba (Sevier megye, Tennessee). Ekkor ért véget házassága Lee Hollemannel.

## Írói pályafutása és művei
A gyümölcskertész című regényét 1965-ben publikálta a tekintélyes Random House kiadó. McCarthy csak azért küldte oda a kéziratot, mert ez volt az egyetlen könyvkiadó amiről valaha hallott. Egy szerencsés véletlen folytán a kézirat Albert Erskine-hez jutott, ahhoz a szerkesztőhöz, aki William Faulkner munkáit lektorálta egészen Faulkner 1962-ben bekövetkezett haláláig. Erskine McCarthy szerkesztője maradt a következő húsz évben.
1965 nyarán, a Művészetek és Irodalmak Akadémiájának Díjából kapott pénzen (American Academy of Arts and Letters) McCarthy hajóra szállt, hogy meglátogassa Írországot, elődei hazáját. A hajón ismerte meg Anne DeLisle énekesnőt, akivel Angliában rövidesen összeházasodott. 1966-ban McCarthyt ismét szerencse érte: írói segélyt kapott a Rockefeller Alapítvány-tól. Ebből a pénzből feleségével bejárták Dél-Európát. Egy időre megtelepedtek a spanyolországi Ibizán; itt írta meg az Odakint a sötétség (1968) című második regényét, majd a házaspár visszatért Amerikába. A regény kiadását az irodalmi körök kedvező kritikával fogadták.

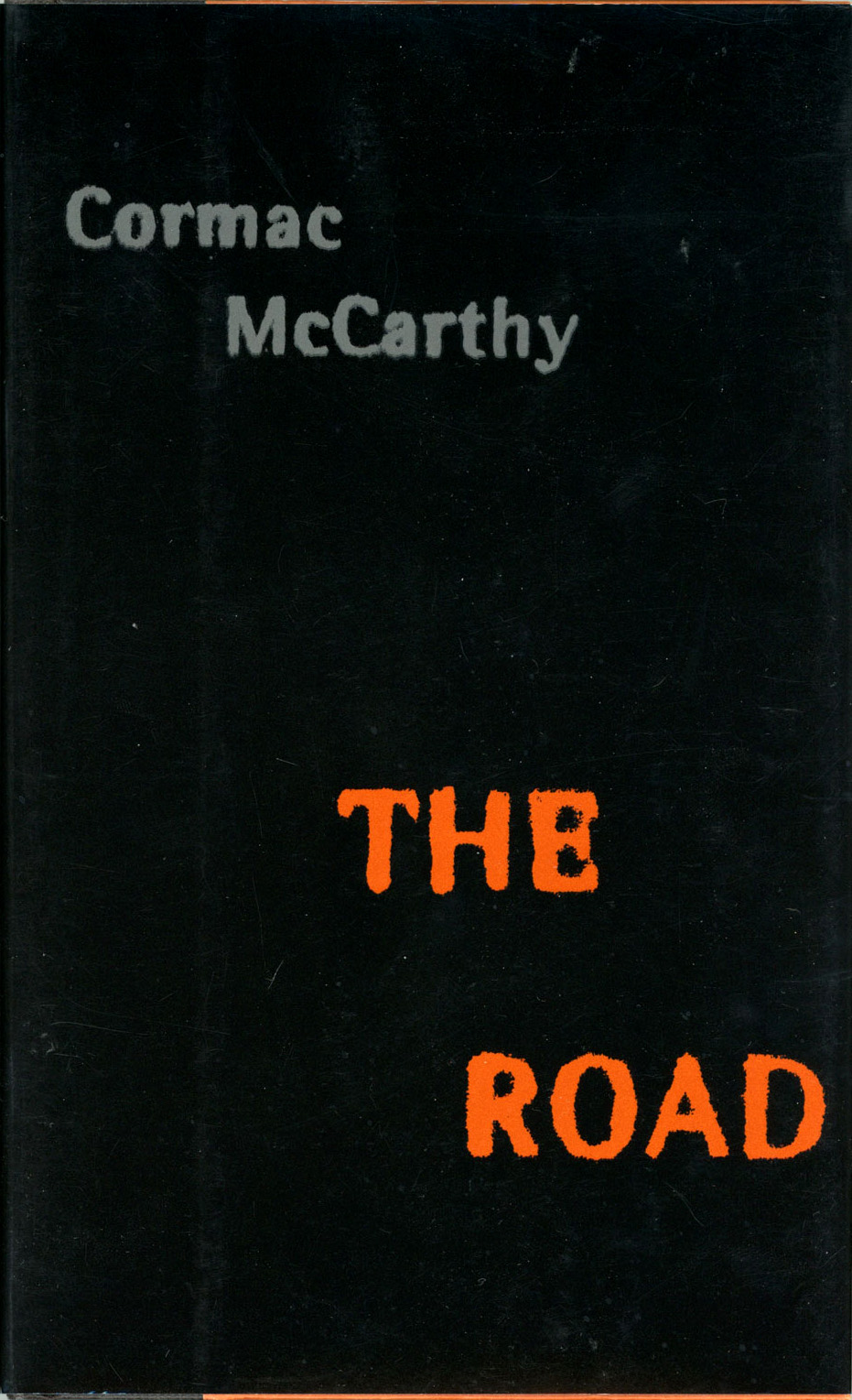
Az út (2006) első kiadása

1969-ben McCarthy és felesége a Tennessee-beli Louisville-be költözött. Itt megvettek egy nagy csűrféle épületet, amit aztán McCarthy teljesen átépített, sőt a kőművesmunkát is maga végezte. A ház befejezése után írta meg következő regényét Isten gyermeke címmel. A regény – éppúgy mint az ezt megelőző –, a déli Appalachiában játszódik, kiadására 1973-ban került sor. 1979-ben McCarthy elköltözött második feleségétől és El Pasóban telepedett le. A válást 1981-ben mondták ki. 1979-ben jelent meg Suttree című regénye, melyen kisebb-nagyobb megszakításokkal húsz évig dolgozott.
Mialatt a MacArthur Fellowship adományából próbált megélni, belekezdett következő művébe: a Véres délkörök (1985) kivívta a kritikusok elismerését: a The New York Times az utolsó negyedszázad legjobb amerikai regényei közé sorolta. Témája apokaliptikus, a 20. század eleji Mexikó és Texas határvidékén a vérengzés szinte mindennapi. A mexikói és amerikai kormány megbízásából bérgyilkos amerikai skalpvadászok irtják az indiánokat, majd később magukat a mexikóiakat is. Az öldöklés az USA-ban is folytatódik, nemzetiségre vagy országhatárra való tekintet nélkül. A könyv végső következtetése, hogy a háború és a gyilkolás az emberiség életében soha nem fog megszűnni. A regény stílusa archaikus, a próza helyenként nehezen érthető. A kritikai elismerést minden valószínűség szerint egyetemes mondanivalója miatt kapta.[forrás?]
Az elismerések és írói juttatások ellenére McCarthy sokat küszködött anyagi problémákkal. Az igazi anyagi sikert 1992-ben, a Vad lovak című regényével érte el, melyért megkapta a Nemzeti Könyvdíjat. Az ezt követő években a Határvidék trilógia további két kötete – Átkelés (1994), Síkság városai (1998) – látott napvilágot. Közben írt egy színdarabot is The Stonemason (1995) címmel. Következő regénye, a Nem vénnek való vidék (2005), szintén Amerika nyugati tájain, de ezúttal napjainkban játszódik. A regényből a Coen testvérek készítettek filmet, mely négy Oscar-díjat nyert. Az út (2006) című regénye nemzetközi sikert hozott az író számára, azonkívül Pulitzer-díjat is nyert vele. Ebben az évben jelent meg The Sunset Limited című színműve is.
Egyetlen nem fikciós műve, a 2017-ben kiadott The Kekulé Problem című tanulmánya, mely August Kekulé híres álmát elemzi a tudattalan elme és a nyelv eredetének modelljeként.
Utolsó műve Az utas / Stella Maris című páros regénye, melyet  pályája legerősebb alkotásaként jellemeztek, 2022 őszén, nem sokkal halála előtt jelent meg.
2023. június 13-án Santa Fé-i otthonában hunyt el.

## Stílusa
McCarthy műveit háromféle – a déli gótikus, a nyugati ("western"), és a poszt-apokaliptikus – irodalmi zsánerbe sorolják, egyes írásaiban mind a három műfaj keveredik. William Faulknerhez olyankor szokták hasonlítani, amikor valamelyik könyvét az úgynevezett déli-gótikus – a déli államokra jellemző – hangulat járja át. Dél-texasi helyszíne miatt fel lehet fogni a Vad lovak című regényét is, mint "vadnyugatit"; bizonyos fokig a Nem vénnek való vidék címűt ugyanígy, bár ez utóbbi a modern időkben játszódik, a bűnözések rafináltabb miliőjében.
Az út megint csak apokaliptikus mű: egy világpusztító tragédia utóhatását túlélni igyekvő apáról és kisfiáról szól. A cselekményből nem derül ki, hogy a tragédia egy nukleáris vagy vegyi háború, vagy valamilyen ipari baleset következménye, de az ok szinte másodrendűvé válik az életért vívott harcban. Kivéve a két főszereplőt, az életben maradt emberek legtöbbje egymást eszi, egyéb táplálék híján.
Stiláris szempontból McCarthy prózája a különböző zsánereknek megfelelően változó. Például Az út szereplői alig beszélnek. Az író tőmondatokat használ, és teljesen felhagy a párbeszéd formai konvencióival. A párbeszédet egyszerűen új bekezdéssel jelöli; ugyanezt a módszert alkalmazta a Véres délkörök című regényében is.
Utolsó éveiben McCarthy Tesuque-ben, Új-Mexikó államban élt, Santa Fétől északra, harmadik feleségével, Jennifer Winkley-vel, és második fiával, Johnnal. McCarthy és Winkley 2006-ban kötöttek házasságot. A zárkózott író gondosan őrizte magánéletét. Egy ritka interjú alkalmával The New York Times egyik riportere McCarthyt úgy jellemezte, mint egy „társaságkedvelő magányos embert”. A beszélgetés folyamán McCarthy megjegyezte, hogy nem tudja tisztelni azokat a szerzőket, akik nem az élet legfontosabb kérdéseivel foglalkoznak. Példaképpen az ilyenfajta írókra Henry Jamest és Marcel Proustot hozta fel: „Nem értem őket, nekem az nem irodalom. Sok író, akiket jónak tartanak, számomra idegenek.” Aktívan részt vett a Santa Fé-i akadémiai közösségben, és sok időt töltött a város tudományos intézetében (Santa Fe Institute), melyet barátja, Murray Gell-Mann fizikus alapított.

## Művei

### Regények
- The Orchard Keeper (1965)
- Outer Dark (1968)
- Child of God (1973)
- Suttree (1979)
- Blood Meridian (1985)
- All the Pretty Horses (1992) (Határvidék-trilógia 1.)
- The Crossing (1994) (Határvidék-trilógia 2.)
- Cities of the Plain (1998) (Határvidék-trilógia 3.)
- No Country for Old Men (2005)
- The Road (2006)
- The Passenger (2022)
- Stella Maris (2022)

### Novellák
- Wake for Susan (1959)
- A Drowning Incident (1960)
- The Dark Waters (1965)

### Színművek
- The Stonemason (1995) ISBN 0-330-35033-1
- The Sunset Limited (2006) ISBN 0-307-27836-0

### Forgatókönyvek
- The Gardener's Son (1977) ISBN 0-880-01481-4
- The Counselor (2013) ISBN 9789631431391
- The Sunset Limited (2011) (kiadatlan)

### Tanulmányok
- The Kekulé Problem (2017)

## Magyarul megjelent művei
- Határtrilógia. Vad lovak; ford. Szentgyörgyi József; Ulpius-ház, Bp., 2000
- Nem vénnek való vidék; ford. Bart István; Magvető, Bp., 2008
- Véres délkörök avagy Vörös alkony a nyugati égen; ford. Bart István; Magvető, Bp., 2009
- Az út; ford. Totth Benedek; Magvető, Bp., 2010
- Vad lovak. Határvidék-trilógia első rész; ford. Szentgyörgyi József; 2. átdolg. kiad.; Magvető, Bp., 2011
- Átkelés. Határvidék-trilógia második rész; ford. Totth Benedek; Magvető, Bp., 2012
- A jogász. Forgatókönyv; ford. Galamb Zoltán, Morcsányi Géza; Magvető, Bp., 2013
- A síkság városai. Határvidék-trilógia harmadik rész; ford. Galamb Zoltán; Magvető, Bp., 2014
- Isten gyermeke; ford. Morcsányi Júlia; Magvető, Bp., 2017
- Suttree; ford. Greskovits Endre; Jelenkor Bp., 2018
- Odakint a sötétség; ford. Greskovits Endre; Jelenkor Bp., 2019
- A gyümölcskertész; ford. Greskovits Endre; Jelenkor Bp., 2020
- Átkelés. Határvidék-trilógia II.; ford. Totth Benedek; 2. jav. kiad.; Jelenkor, Bp., 2022
- Az utas / Stella Maris; ford. Greskovits Endre; Jelenkor Bp., 2023

## Adaptációk
- Vad lovak (2000)
- Nem vénnek való vidék (2007)
- Az út (2009)
- Outer Dark (2009)
- A Sunset Limited (2011)
- Child of God (2013)
- A jogász (2013)

## Díjai, elismerései
- Ingram-Merrill jutalomdíj (1959, 1960)
- Faulkner-díj (A gyümölcskertész)
- Traveling Fellowship díj (American Academy of Arts and Letters)
- Guggenheim Fellowship (1969)
- MacArthur Fellowship (1981)
- Nemzeti Könyvdíj és a National Book Critics Circle Award (Vad lovak, 1992)
- James Tait Black Memorial Prize for Fiction (Az út, 2006)
- Pulitzer-díj (Az út, 2007)

## Fordítás
- Ez a szócikk részben vagy egészben  a   Cormac_McCarthy című angol Wikipédia-szócikk fordításán alapul.  Az eredeti cikk szerkesztőit annak laptörténete sorolja fel. Ez a jelzés csupán a megfogalmazás eredetét és a szerzői jogokat jelzi, nem szolgál a cikkben szereplő információk forrásmegjelöléseként.